# Agricultura

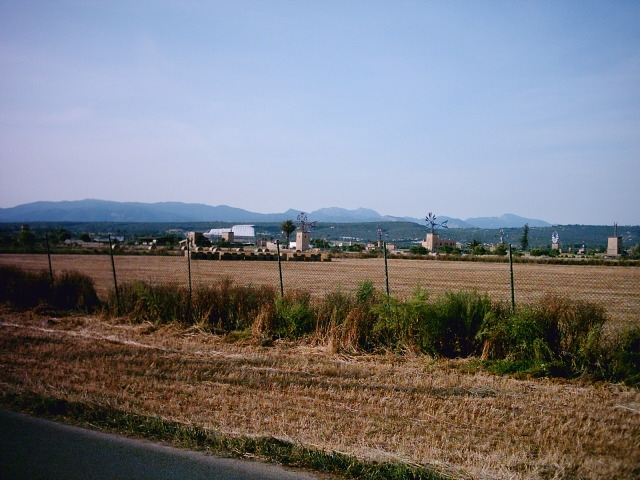
Camps de conreu: ja s'ha acabat de segar, al centre unes bales de palla, al fons, el que pareixen edificis blancs són hivernacles

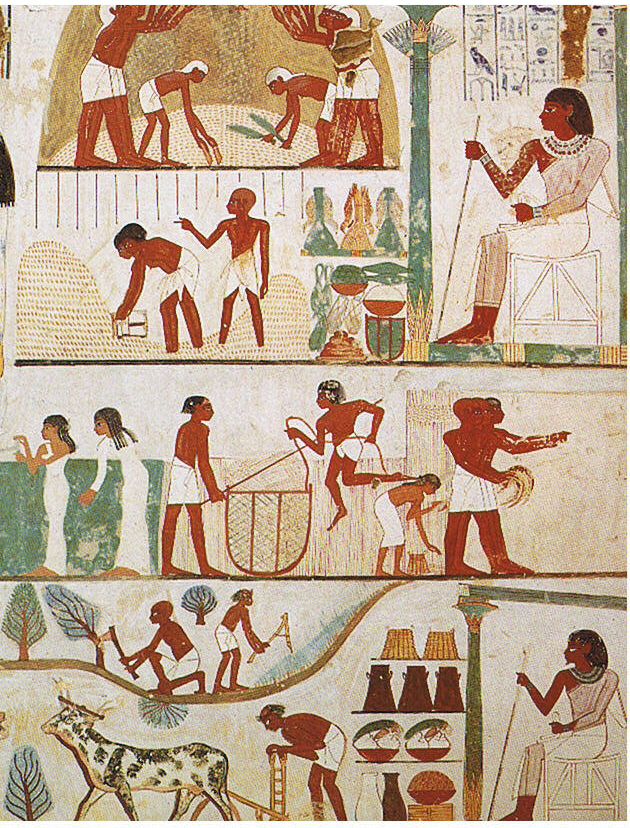

L'agricultura, en un sentit ampli, és el conjunt de coneixements i d'activitats que tenen per objecte l'explotació del medi natural, per mitjà del conreu de certes plantes. També s'hi acostuma a incloure la producció forestal, encara que es faci l'aprofitament dels arbres silvestres. Però en un sentit estricte, el terme agricultura només es refereix al cultiu dels vegetals i exclou la ramaderia, tot i que sovint hi ha una explotació mixta d'animals i plantes. A partir del segle xix, els coneixements científics interdisciplinaris que comporta l'agricultura s'agrupen en l'agronomia.
A escala mundial, la majoria de la població activa es dedica a l'agricultura, en sentit ampli, però aquesta activitat només representa un 4% del producte interior brut del món.
La superfície mundial de terres cultivades l'any 2000 era de 1.500 milions d'hectàrees, que equival a l'11% de la terra emergida del món.

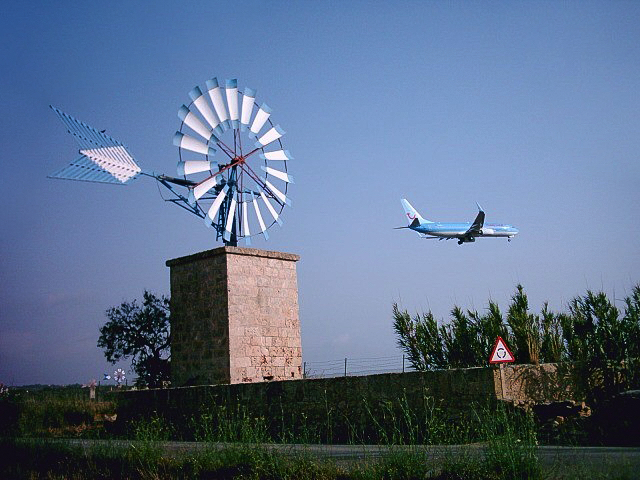
Molí per a treure aigua, al Pla de Sant Jordi (Mallorca), actualment en desús

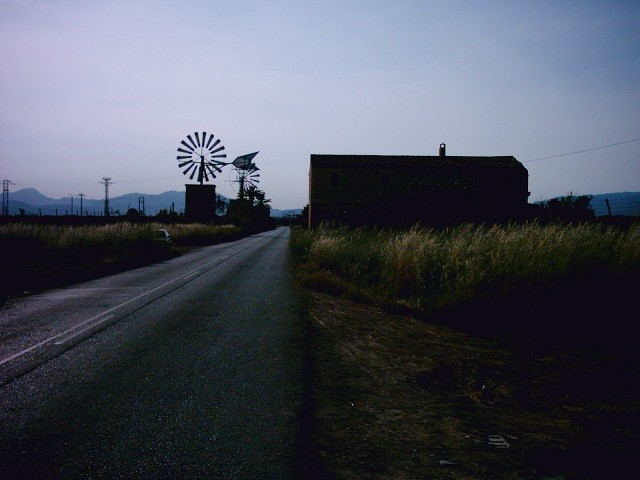
Cases de conreu, i molins per a treure aigua per regar

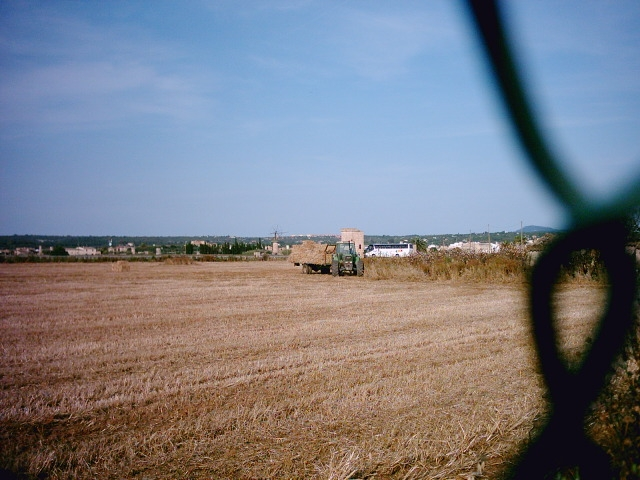
Màquina de conrear enmig d'un camp

## Agricultura i medi ambient
L'agricultura té un gran impacte en el medi ambient. En els últims anys, alguns aspectes de l'agricultura intensiva a escala industrial han estat cada vegada més polèmics. La creixent influència de les grans companyies productores de llavors i productes químics i les processadores de menjar preocupen cada vegada més tant els agricultors com el públic en general. L'efecte desastrós sobre l'entorn de l'agricultura intensiva ha causat que vastes àrees anteriorment fèrtils hagin deixat de ser-ho per complet, com va passar en temps remots a l'Orient Mitjà, abans la terra de conreu més fèrtil del món i ara un desert.

### Alguns problemes actuals

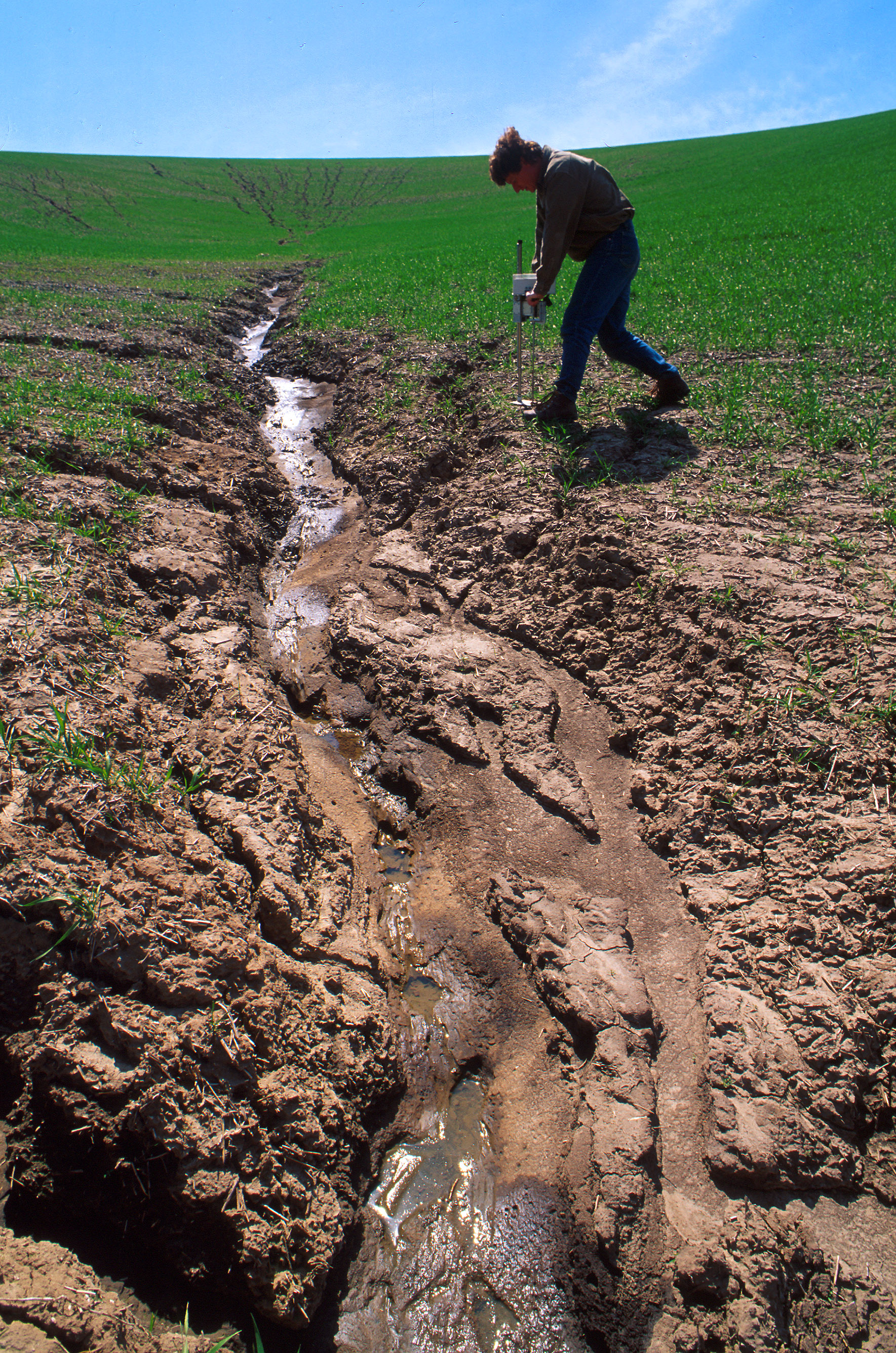
Erosió severa del sòl en un camp de blat prop de la Universitat de l'estat de Washington, Estats Units

- Contaminació per nitrogen, fòsfor i magnesi en rius, llacs i aigües subterrànies.
- Erosió del terreny: és el desgast i fragmentació dels materials que constitueixen la superfície terrestre.
- Exhauriment de minerals del sòl.
- Salinització del sòl en zones seques.

Molts d'aquests problemes van esgotant i desertitzant el sòl, obligant a abandonar uns terrenys per a llaurar altres de nous que, al seu torn, s'esgoten, creant un cercle viciós que va destruint l'entorn. N'és un exemple clar la progressiva desforestació de la selva amazònica.

## Sistemes agrícoles

### Agricultura intensiva
L'agricultura intensiva és un sistema de producció agrícola que fa un ús intensiu dels mitjans de producció. Per això, es pot parlar d'agricultura intensiva en mà d'obra, i capitalització.
Avantatges
L'agricultura intensiva ha permès incrementar la productivitat agrícola en l'últim segle, assegurant al mateix temps una font estable d'aliments, alhora que augmenta la població mundial i decreix la superfície necessària.
Els increments en la producció, conjuntament amb la mecanització agrària, han contribuït a la reducció de la població agrària, permetent que, a mesura que quedaven lliures de les tasques del camp, poguessin incorporar-se al sector industrial.
Incrementa la renda dels agricultors. En aquests moments, l'àrea metropolitana necessita molt l'agricultura intensiva. Aquesta és molt important, ja que permet una producció més accelerada dels aliments en poc d'espai i amb els mateixos beneficis nutricionals de l'agricultura tradicional, amb majors resultats en productivitat i grandària, per la qual cosa això beneficia l'alimentació de la població.
Desavantatges
La intensificació de l'agricultura es produeix sovint a costa de les consideracions ambientals, cosa que explica el rebuig per part d'agricultors i consumidors. El dany en l'ambient i la cadena alimentària es produeixen de diverses formes:
- Eliminació de tanques vives per a augmentar la mida de les explotacions i augmentar la productivitat per escala. Això destrueix l'hàbitat de diverses espècies i afavoreix l'erosió.
- Solen ser monocultius monovarietals, per la qual cosa hi ha pèrdues de biodiversitat, hi ha homogeneïtat genètica, i es veuen més afectats per les plagues o inclemències del temps.
- L'ús abusiu i irresponsable de fitosanitaris pot contaminar aqüífers i eliminar insectes beneficiosos (abelles pol·linitzadores), així com altres poblacions d'ocells i mamífers.
- El cost de l'agricultura intensiva és elevat, de manera que no tots els agricultors la poden adoptar i s'amplien les divisions socials. Això és especialment visible en països en desenvolupament, en què a més el finançament per part de diversos organismes és escàs.

### Agricultura extensiva
L'agricultura extensiva és corrent en zones ramaderes amb bovins o ovelles de baixa productivitat agrícola, però també es fa en conreus a gran escala de blat, ordi i altres cereals en llocs com Austràlia (conca del Murray-Darling).

### Agricultura ecològica
L'agricultura ecològica, o els seus sinònims orgànica o biològica, és un sistema per a cultivar una explotació agrícola autònoma basat en la utilització òptima dels recursos naturals, sense emprar productes químics de síntesi, o organismes genèticament modificats (OGMs) (ni per adobar ni per a combatre les plagues), aconseguint d'aquesta manera obtenir aliments orgànics a la vegada que es conserva la fertilitat de la terra i es respecta el medi ambient. Tot això de manera sostenible i equilibrada.
Els principals objectius de l'agricultura ecològica són: treballar amb els ecosistemes de manera integrada, mantenir i millorar la fertilitat dels sòls; produir aliments lliures de residus químics; utilitzar el nombre més gran de recursos renovables i locals; mantenir la diversitat genètica del sistema i del seu entorn, evitar la contaminació com a resulta de les tècniques agràries; permetre que els agricultors facin el seu treball de manera saludable.

### Agricultura biodinàmica
L'agricultura biodinàmica és un mètode d'agricultura desenvolupat el 1924 com a aplicació dels principis de l'antroposofia de Rudolf Steiner. El terme biodinàmic prové del grec bios ('vida') i dynamis ('energia') i significa que aquest mètode treballa d'acord amb les energies -no en el sentit físic de la paraula, sinó el místic- que crearien i mantindrien la vida, buscant una relació que se suposa correcta entre l'ésser humà i la Terra.

### Permacultura
La permacultura és un terme genèric per a l'aplicació d'ètiques i principis de disseny universals en planificació, desenvolupament, manteniment, organització i la preservació d'hàbitat apte per a sostenir la vida en el futur. La permacultura també és una xarxa i un moviment internacional de practicants, dissenyadors i organitzacions, la gran majoria dels quals s'han desenvolupat i sostingut sense suport de corporacions, institucions o governs. Els eixos centrals de la permacultura són la producció d'aliments, abast d'energia, el disseny del paisatge i l'organització d'infraestructures socials. També integra energies renovables i la implementació de cicles de materials en el sentit d'un ús sostenible dels recursos a nivell ecològic, econòmic i social.

### L'agricultura i el canvi climàtic
El canvi climàtic, potencialment, pot afectar l'agricultura pels canvis en la temperatura i en el règim d'humitat. L'agricultura pot, a la vegada, veure's mitigada o empitjorada per l'escalfament global. Part de l'increment del CO₂ en l'atmosfera prové de la descomposició de la matèria orgànica en el sòl, i gran part del metà emès cap a l'atmosfera es deu a la descomposició de la matèria orgànica en sòls humits com els camps d'arròs. A més, els sòls humits o anaeròbics també perden nitrogen pel procés de desnitrificació, deixant anar el gas amb efecte d'hivernacle monòxid de nitrogen, NO. Els canvis en el maneig de les terres i ramats poden reduir l'emissió d'aquests gasos d'efecte d'hivernacle i els sòls passar a ser emmagatzemadors del CO₂ de l'atmosfera.

## Maquinària, equips i eines agrícoles

### Maquinària agrícola

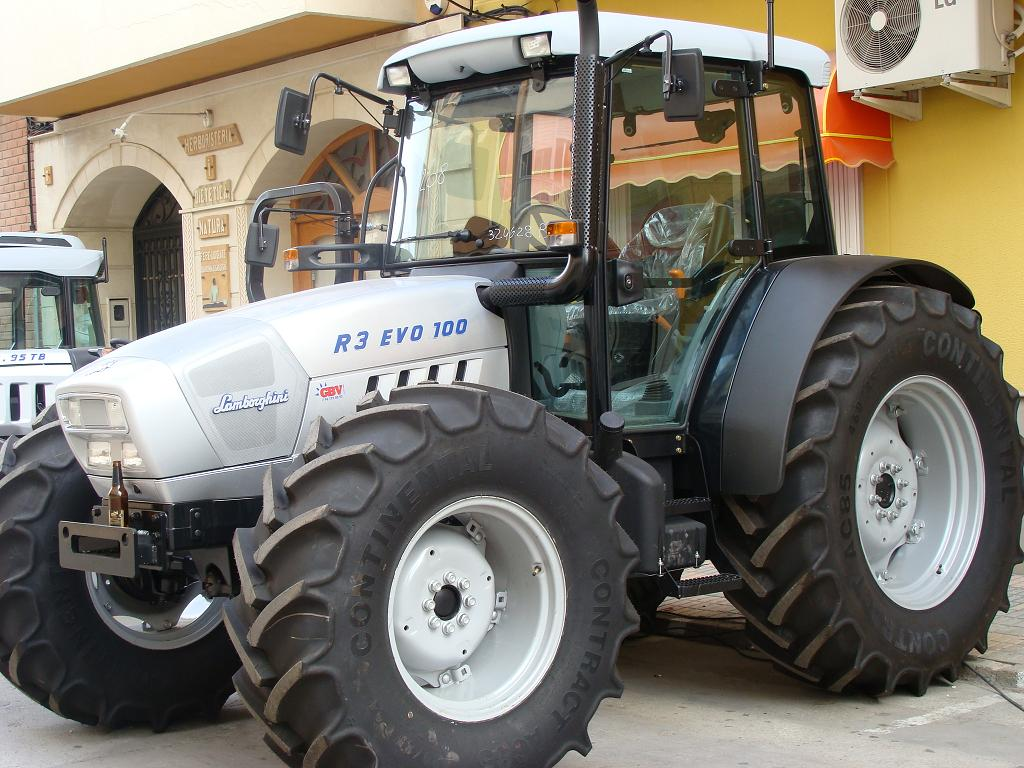
Tractor

Les maquinàries són elements que s'utilitzen per a dirigir l'acció de forces de treball a base d'energia, per la seva part en el camp agrícola, els mecanismes de motor que es fan servir en aquestes tasques alleugereixen la producció i milloren les tècniques de cultiu. Entre les màquines agrícoles més utilitzades en les tasques del camp s'esmenten:
- Tractor: és una màquina agrícola molt útil, amb rodes o cadenes dissenyades per moure's amb facilitat en el terreny i potència de tracció que permet realitzar grans tasques agrícoles, fins i tot en terrenys entollats. Té dos pedals de fre i està condicionat per llaurar arrossegant. Hi ha dos tipus de tractors: el d'eruga, de gran estabilitat i força, i el de rodes, capaç de desplaçar-se fins i tot per carreteres; té major velocitat que el d'eruga.
- Motocultor o la motoaixada: és una màquina agrícola d'un sol eix i s'opera per manillar, té mitjana potència i força de motor dirigides per a tasques hortícoles i d'ornament; pot treballar en terrenys forts, però s'utilitza preferentment en construcció de jardins.
- Recol·lectora: o segadora, és una màquina agrícola de motor potent, té una pinta talladora per a segar les plantes madures de cereals i un llarg rasclet que va davant de la màquina i gira sobre un eix horitzontal.

### Equips agrícoles

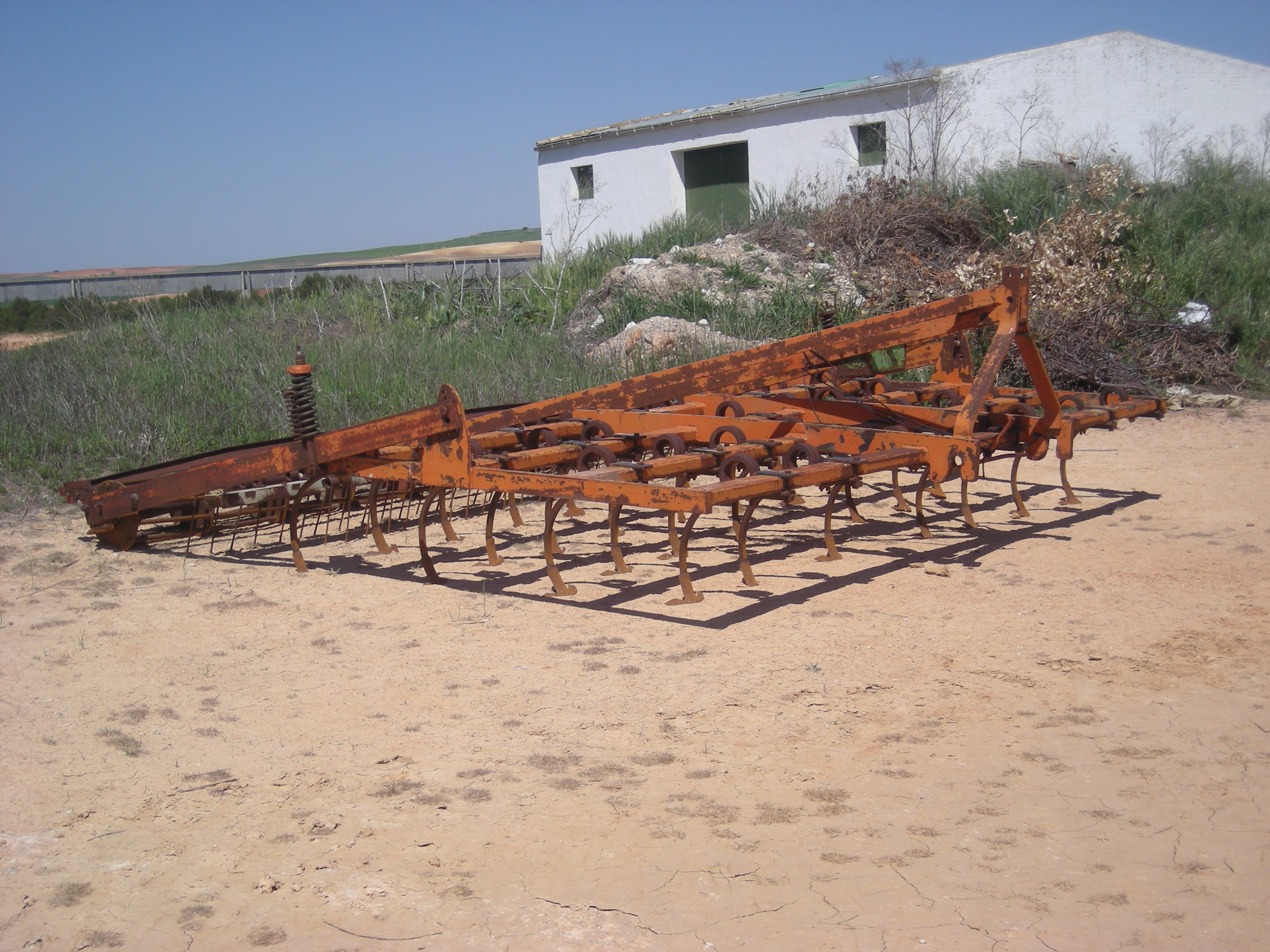
Arada de conrear

Els equips agrícoles són un grup d'aparells dissenyats per obrir solcs a la terra, esmicolar, fumigar i fertilitzar la terra.
- Arada: és un equip agrícola dissenyat per obrir solcs a la terra, està compost per una fulla, reixa, llit i timó, les quals serveixen per a tallar i anivellar la terra, sostenir les peces de l'arada, fixar el tir i servir d'empunyadura. Hi ha diversos tipus d'arades, però els més coneguts són:
  - Arada de discs, formada per discos còncaus per obrir solcs profunds.
  - Conreadora, per a remoure la capa superior del sòl.
  - Arada de subsòl, per a remoure la terra a profunditat.
- Fumigadora: és un equip agrícola dissenyat per aplicar plaguicides; està composta per un dipòsit de líquid, bomba de pressió, tapa, boca, tanc i vàlvula de pressió, corretges, mànega, clau i el broquet per on surt el líquid per fumigar, sigui insecticida, fungicida o herbicida. La fumigadora manual es col·loca a l'esquena del ruixador, i aquest porta a la boca i al nas una protecció especial per a evitar que les fortes olors emeses per la substància que expulsa la fumigadora li facin mal.
- Sembradora de sembra directa: és un equip per a posar les llavors sobre el llit de sembra, sense conreu previ.
- Adobadora: és un equip agrícola dissenyat per distribuir adobs, està composta per tres parts principals: la tremuja o dipòsit de l'adob, el tub de caiguda del fertilitzant i el distribuïdor del fertilitzant.
- Embaladora: és un equip agrícola dissenyat per empaquetar o embalar la palla dels cereals o altres plantes herbàcies farratgeres en bales (també anomenades alpaques).

### Eines agrícoles
Les eines agrícoles, també anomenades eines de conreu o eines agrícoles, són estris o instruments utilitzats en l'agricultura amb una o dues mans. Són necessàries per a dur a terme tasques com llaurar, cavar, preparar i condicionar la terra; moure, carregar i transportar materials; sembrar i plantar, regar, adobar, netejar i mantenir; podar, segar, collir i recollir; batre, garbellar, seleccionar, dessecar i moldre, entre d'altres. No s'han de confondre amb la maquinària agrícola, normalment de gran complexitat tècnica.

#### Història de les eines agrícoles
Les primeres eines agrícoles, que específicament poden qualificar-se com a tals, acompanyen el desenvolupament de l'agricultura des del Neolític, fa uns 8.000 anys. Ja llavors, hi ha datació d'eines utilitzades per a les tasques de sembra, collita, assecat i emmagatzematge de cereals i altres cultius.
Les eines eren simples instruments fets de fusta i pedra. Apareixen destrals, aixades i altres eines per al treball de la terra, el tall dels sembrats i la neteja de zones arbustives per a la sembra. Una important mostra d'aquestes eines s'ha conservat en condicions excepcionals al jaciment arqueològic de La Draga (Banyoles), on s'han excavat les restes d'un poblat de les primeres societats pageses que s'establiren a la Mediterrània occidental, a finals del 6è mil·lenni aC.
Les primeres arades apareixen fa uns 3.500 anys i són una evolució de l'aixada, a la qual s'afegeix un tir, humà i posteriorment un animal, per facilitar el volteig profund de la terra.
La permanència fins a l'actualitat de moltes de les eines en les seves estructures fonamentals és un fet sorprenent. La majoria de les eines, amb l'evident incorporació de peces metàl·liques, que es va iniciar dèbilment a l'edat de coure, ja que aquest metall no millora la resistència del sílex, va seguir amb l'edat del bronze i s'estén i generalitza a l'edat de ferro; el ferro aporta la necessària duresa als instruments agrícoles, cosa que els fa molt eficaços; perviuen en la seva integritat i extensió d'ús fins a la Revolució industrial i l'aparició de maquinària agrícola. Encara avui, continuen sent necessàries en tasques secundàries en el medi agrícola industrialitzat i fonamentals en moltes altres regions, sobretot de països pobres i poc industrialitzats.

#### Relació d'eines agrícoles

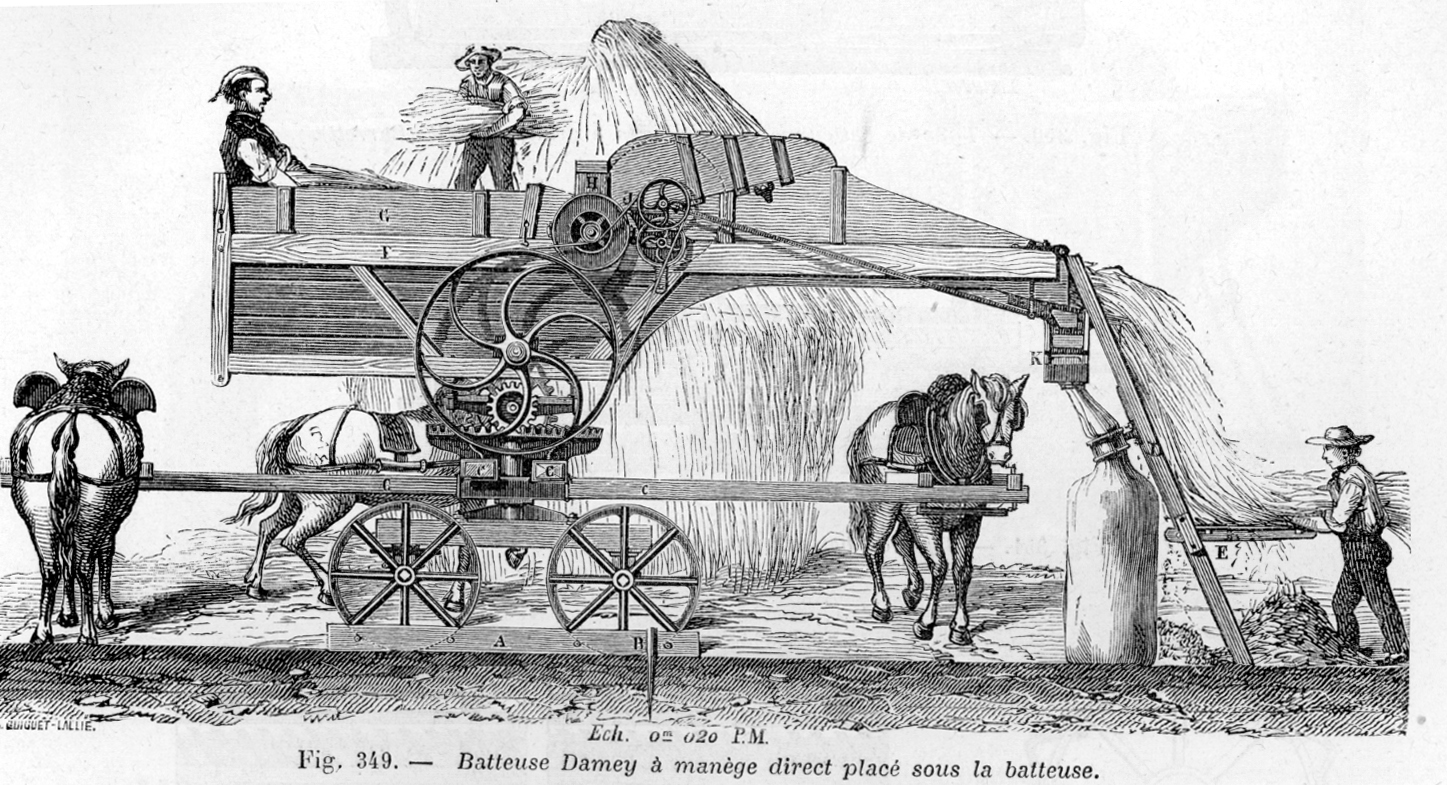
Màquina ventadora antiga accionada per força animal

- Aixada: és un estri usat en l'agricultura, formada per una peça de ferro acerat, més o menys plana o corbada i de forma variable, amb un mànec de fusta d'uns 80 cm. S'empra per a cavar la terra i moure piles de sorra o ciment, entre altres usos.
- Arada, aladre, o arreu:[4] és una eina utilitzada per a llaurar la terra obrint-hi solcs. És un instrument agrícola que permet d'obrir solcs a la terra, generalment per tal de condicionar-la millor per a la sembra, com per exemple, l'adequació de l'estructura física del sòl, l'aeració o la destrucció de males herbes; sol ser tirada per bèsties (bous, cavalls, etc.) o per un tractor.[5]
- Càvec: és una eina agrícola molt utilitzada per als horts, molt semblant a l'aixada. Té una fulla metàl·lica més estreta que l'aixada.
- Compactadora: és un arreu utilitzat per a aplanar la terra després d'haver llaurat amb una arada.
- Cove: és un cistell portàtil relativament gran i més fondo que no pas ample.
- Dalla: és una eina agrícola emprada principalment per a tallar l'herba farratgera. Consisteix en un mànec llarg (fins a 170 cm), fet abans de fusta i actualment també d'altres materials metàl·lics o plàstics i una làmina metàl·lica menys corbada que la falç, però molt més llarga, de fins a 80 cm normalment.
- Falç o corbella: és una eina agrícola amb origen en el Mesolític i actualment molt poc emprada a causa de la mecanització de les eines en general. Les primeres falçs trobades en jaciments prehistòrics eren de pedra o argila cuita, i s'hi afegia, encastats, al seu voltant petits trossets esmolats, de sílex generalment, perquè tinguessin una acció tallant. Les primeres falçs són anteriors a l'agricultura i es feien servir per a la recol·lecció de cereals silvestres.
- Forca: és una eina amb un mànec llarg i amb llargues puntes en nombre generalment de 2 a 6, separades. S'utilitza per a aixecar i llençar materials lleugers com palla, fulles i altres materials agrícoles. Les forques poden ser fetes de fusta o metall o la combinació de tots dos. Als Països Catalans, les forques es fan tradicionalment amb fusta de lledoner, amb un llarg procés que comença donant-li la forma amb les branques encara unides de l'arbre, i acaba amb un procés d'adobat que implica la immersió en aigua de la forca.
- Llegona: és una ferramenta agrícola manual similar a l'aixada i de ferro molt ample.
- Plantador: és una eina agrícola manual utilitzada per a fer forats dins la terra i posar-hi llavors, plantes o bulbs.
- Ventadora o màquina de ventar una collita agrícola: és un procediment per a separar el gra de la palla aprofitant l'acció de corrents d'aire.

## Conreus
A més dels aliments, i cada vegada en major proporció, els agricultors produeixen altres productes no alimentaris com flor tallada, plantes ornamentals vives, fertilitzants orgànics (com a subproducte o expressament), fibra vegetal, matèries primeres per a la indústria com etanol per a fer combustible (biodièsel) o substàncies per a fer alguna droga legal o il·legal.
Es llisten alguns països que destaquen un producte determinat, és a dir, són els primers productors d'aquell conreu:
- Mill - Índia i Nigèria
- Arròs i blat - Xina i Índia
- Blat de moro i tomàquet - Estats Units i Xina
- Ordi - Rússia i Canadà
- Gingebre i plàtan - Índia i Xina
- Cigró - Índia i Pakistan
- Pastanaga - Xina i Rússia
- Raïm - Itàlia i Xina
- Maduixot - Estats Units i Espanya
- Vainilla - Indonèsia i Madagascar

## Agricultura a Catalunya
Tal com correspon a un país desenvolupat, el pes de l'agricultura en el conjunt de l'economia de Catalunya és molt inferior al que representen la indústria i els serveis. En conjunt, des de la dècada del 1980, el PIB agrícola se situa entre el 3% i l,1,4% del total, amb tendència a un lleu descens, bé que el valor del PIB agrari en nombres absoluts mostra un discret augment (llevat d'alguns anys d'evolució desfavorable, com ara el trienni 1997-99), conseqüència de la millora dels rendiments en determinades zones i subsectors. El descens de la importància relativa de l'agricultura és també patent en l'evolució de la població ocupada en el sector, que al principi dels anys vuitanta superava el 5% i el 1998 no arribava al 3,5%. La superfície agrícola utilitzada (SAU), que comprèn tant pastures com terres llaurades, ha experimentat un creixement, d'1.869.203 ha el 1997 a 1.950.447 el 2007, mentre que el nombre d'explotacions s'ha anat reduint: de 68.944 el 1997 s'ha passat 55.096 el 2007.

### Llista de plantes cultivades als Països Catalans
Cereals
- Arròs (Oryza sativa)
- Blat (Gènere: Triticum)
- Blat de Moro (Zea mais)
- Civada (Avena sativa)
- Ordi (Hordeum vulgare)
- Sègol (Secale cereale)

Lleguminoses
- Cigró o ciuró (Cicer arietinum)
- Fava (Vicia faba)
- Mongeta (Phaseolus vulgaris)
- Pèsol (Pisum sativum)

Tubercles i bulbs
- Ceba (Allium cepa)
- Patata (Solanum tuberosum)
- Remolatxa (Beta vulgaris)

Estupefaents
- Tabac (Nicotiana tabacum)
- Cascall (Papaver somniferum)

Fruiters
- Albercoquer (Prunus armeniaca)
- Ametller (Prunus amigdalus)
- Avellaner (Corylus avellana)
- Castanyer (Castanea sativa)
- Servera (Sorbus domestica)
- Cirerer (Prunus avium)
- Codonyer (Cydonia vulgaris)
- Figuera (Ficus carica)
- Garrofer (Ceratonia siliqua)
- Llambrusca (Vitis vinifera)
- Llimoner (Citrus limon)
- Magraner (Punica granatum)
- Mandariner (Citrus nobilis)
- Nespler (Mespilus germanica)
- Noguera o Noguer (Juglans regia)
- Olivera (Olea europaea)
- Palmera datilera (Phoenix dactylifera)
- Perera (Pyrus communis)
- Pomera (Malus domestica)
- Presseguer (Prunus persica)
- Prunera (Prunus domestica)
- Taronger agre (Citrus aurantium)

Fibres vegetals
- Lli (Linum utitatissimum)
- Canya (Arundo donax)
- Cànem (Cannabis sativa)
- Ortiga (Urtica dioica)
- Cotó (Gossypium sp)
- Espart (Stipa tenacissima)
- Balca (Typha angustifolia)

Cucurbitàcies
- Cucurbita les carabasseres més conegudes
- Melonera (Cucumis melo)
- Sindriera (Cucumis citrullus)

Altres hortícoles
- Safanòria (Daucus carota)
- Tomaquera (Solanum lycopersicum)

### Varietats locals d'interès agrari de Catalunya
El catàleg de les varietats locals d'interès agrari de Catalunya pretén recopilar les varietats locals d'interès agrari de Catalunya per tal de tutelar el patrimoni fitogenètic i poder-lo conservar. És gestionat per la Subdirecció General d'Agricultura del Departament d'Agricultura, Ramaderia, Pesca, Alimentació i Medi Natural (DAAM). S'entén per varietat local d'interès agrari de Catalunya el conjunt de poblacions o clons d'una espècie vegetal adaptades de manera natural a les condicions ambientals d'una zona determinada, associada generalment a un sistema de conreu tradicional. També es coneixen com a varietats tradicionals. La llista de varietats avui dia és:
- Ceba braguer de vaca
- Ceba gran i dolça
- Mongeta bitxo
- Mongeta Castellfollit del Boix
- Mongeta confit
- Mongeta fesol de sant Jaume
- Tomàquet de penjar plana d'Albesa
- Tomàquet de la creu
- Ceba d'en Campeny morada
- Ceba sang de bou
- Mongeta carai
- Mongeta del Carme vermella
- Mongeta sastre
- Tomàquet bombeta gros
- Tomàquet meta de cabra

## Agricultura al País Valencià
Un estudi publicat el 2017 afirmava que des del 2016 uns 4,55 agricultors valencians abandonaven l'activitat al dia. Açò provocà la concentració de les terres per persona.

## L'agricultura als països pobres
La majoria d'aquests països van patir la colonització europea; dediquen una gran part de la població activa a l'agricultura (fins al 80% en alguns casos), però no disposen de l'ús de gran part dels inputs (maquinària, adobs, llavors i plantes seleccionades, sistemes de regadiu) dels països desenvolupats. Aquesta agricultura es caracteritza per:
- Baixa formació de la mà d'obra.
- Es dediquen a l'agricultura d'autoconsum, és a dir, un recurs cultivat pertany només a la persona o la família que l'ha cultivat.
- Utilitzen tècniques i materials de cultiu bastant primitius i poc desenvolupats, ja que no tenen gaires recursos per aconseguir-ne de millors.

A l'Àfrica subsahariana, la productivitat agrícola per capita, des dels darrers anys del segle xx, ha experimentat un creixement del 2,5%, mentre que la població augmentava a un ritme del 3% anual. Això fa que la situació nutricional hagi empitjorat. L'agricultura a Àfrica tenia, l'any 2010, una productivitat equivalent a 10.000 quilocalories per hectàrea, i era la menor, per continents, del món, ja que la mitjana mundial era de 20.000 kcal i la d'Àsia de 25.000 kcal.

## Història de l'agricultura
L'agricultura, és a dir, sembrar i conrear la terra, fou la primera revolució econòmica que van emprendre els humans, també coneguda com la domesticació dels vegetals. Més o menys al mateix moment, naixia la ramaderia o domesticació dels animals. Conjuntament, el naixement d'aquests fenòmens es coneix com a revolucions neolítiques. Fins aquell moment, les persones havien viscut tan sols de la recol·lecció de fruits i la caça de preses. Amb el temps, la domesticació d'animals i de plantes com el blat i les lleguminoses va permetre una certa estabilització econòmica que permeté a les comunitats humanes abandonar el nomadisme i instal·lar-se en les primeres aglomeracions urbanes.

### L'agricultura antiga
Les proves més antigues d'agricultura, les trobem a l'anomenat Creixent Fèrtil de l'Orient Mitjà i daten de l'any 10000 aC aproximadament, i es va desenvolupar de manera independent al sud-oest d'Àsia (per exemple l'agricultura a la Xina), el Perú i Mèxic entre el 8500 aC i el 7000 aC. A la península Ibèrica, no se'n tenen proves més enllà del 5.000 o el 4000 aC. Les primeres pràctiques agrícoles consistien a plantar contínuament el mateix conreu. Això feia que al cap d'uns anys la fertilitat de la terra s'empobrís ràpidament, motiu pel qual la primera agricultura es basava en la pràctica de l'agricultura itinerant, consistent a artigar un terreny verge desforestant-lo i conreant-lo durant un període d'uns cinc anys, després dels quals s'abandonava i la comunitat familiar es desplaçava a un altre lloc per començar de nou. Els rendiments d'aquesta pràctica eren molt limitats, alimentaven poca gent i requerien una gran quantitat de terres, a més del desplaçament de la comunitat cada vegada. El conreu continuat d'una mateixa terra no s'aconseguí fins que les comunitats aprengueren a restituir a la terra els minerals i nutrients que les plantes conreades li prenien per créixer. Anaren apareixent diverses maneres, com per exemple l'ús d'adobs, com ara defecacions humanes, cendres o formiguers; però els més valorats eren els excrements dels animals domèstics, però aquests tenien l'inconvenient que calia cuidar-los i alimentar-los. Una altra manera de recuperar la fertilitat era la pràctica del guaret, consistent a conrear només una parcel·la de terra mentre es deixava descansar la que ja havia produït anteriorment; transcorregut un període, es passava a conrear la parcel·la que havia estat recuperant-se i es deixava reposar la primera. Al llarg de la història, el període de guaret s'ha anat reduint perquè els pagesos han trobat maneres d'accelerar la recuperació de la fertilitat del terreny en repòs mitjançant la llaurada o el ja citat adobament.
Però fou el domini de l'aigua la tècnica clau que va permetre a l'agricultura fer el seu primer salt qualitatiu i assentar les comunitats humanes en un territori determinat. El regatge controlat dels conreus es va demostrar la manera més efectiva no sols de mantenir permanentment la fertilitat de la terra, sinó a més d'incrementar els seus rendiments, fet que va afavorir l'aparició d'excedents agrícoles comercialitzables. Aquesta tècnica, però, requeria unes condicions climàtiques i geogràfiques determinades que afavorissin més o menys la construcció de canals, preses, basses, sínies, etc. A més, cada espècie vegetal va requerir el desenvolupament d'unes tècniques hidràuliques diferents, ja que no és el mateix conrear blat que conrear arròs, per exemple. Tot i així, una sequera prolongada i la deficiència de les comunicacions podia sumir la regió en la fam d'una crisi de subsistència i obligar part de les comunitats a emigrar.
Un exemple de les primeres civilitzacions agrícoles fou l'economia de l'antic Egipte, la qual es fonamentava a combinar el pasturatge i l'agricultura. Va ser un dels primers pobles a utilitzar l'arada i l'aixada. Al Creixent Fèrtil i a la Mediterrània en general, els humans van començar a substituir la ramaderia nòmada per la ramaderia estabulada, alimentada amb farratge i camps de pastura. Aquest model garantia millor la disponibilitat de matèries: carn, llet, llana o pells. Exceptuant els d'engreix, aquests animals s'utilitzaven en l'agricultura com a força motriu de l'arada i una font d'adob per a fertilitzar la terra.
Fins a l'aparició de les tècniques modernes de cultiu, l'agricultura tradicional es va basar en la rotació bianual i en el guaret. L'única manera d'augmentar la producció en una regió o comunitat humana assentada era eixamplant les terres de conreu artigant-ne de noves a la vora. Era el que es coneixia per agricultura extensiva. Evidentment, les terres més fèrtils i més accessibles eren les que ja estaven conreades i, per tant, les noves sempre eren pitjors i més allunyades del nucli de població. Les noves terres artigades eren muntanyoses i més estèrils que les de les valls: sí que hi havia un creixement de la producció agrícola global, però estava condicionat per la llei de rendiments decreixents: en termes globals, dequeia la productivitat i es requerien més esforços i recursos per fer produir les terres més dolentes.

### L'agricultura moderna
A partir dels segles xviii i xix, a Anglaterra i Holanda es començaren a produir millores en les pràctiques i tècniques de conreu, iniciant una nova revolució agrícola que, amb el temps, s'escamparia per Europa i les colònies. El canvi més important fou la millora científica per la rotació de conreus, com per exemple el sistema Norfolk anglès, que permetia el cultiu continuat d'un mateix terreny, alternant cada any les espècies cultivades (de tal manera que, en cada temporada, aquestes gastaven uns minerals i nutrients determinats; així, quan a l'any següent es canviava el cultiu, la terra es recuperava d'aquells minerals i nutrients mentre el nou cultiu en consumia uns altres). Aquesta millora va permetre diversificar els productes conreats, eliminar el guaret i, en consonància, augmentar la producció. Aquesta revolució agrícola de molts països fou el precedent de la Revolució industrial, i les millores successives acabaren culminant en una agricultura intensiva molt calculada.
A més a més, al llarg dels segles, la domesticació vegetal per la selecció de llavors va implicar que arreu del continent apareguessin diverses varietats especialitzades d'un mateix cultiu, ja que cadascuna s'havia adaptat millor a la terra i el clima de cada regió. Aquest fet va facilitar una especialització dels diversos països del món en productes i varietats determinats, els quals es podien exportar fàcilment gràcies a la revolució dels transports generada per la màquina de vapor.
En el cas de Catalunya, al segle xviii el guaret no va desaparèixer immediatament, però l'augment de la producció va donar consistència a una xarxa de mercats excedentaris que iniciaren un procés d'especialització agrícola de les diverses comarques en aquells productes que els eren més productius a cadascuna (vinya, fruita seca diversa, oli, hortalisses, fruites...). Després, al segle xix, l'ús dels adobs naturals (com el guano) i artificials (fets en laboratoris químics), així com l'ús de diversos avenços tècnics (generalització del carro pagès, de la dalla, noves arades…) i la implantació de les primeres màquines que facilitaven algunes feines (fins llavors molt lentes i pesades), incrementaren encara més i donaren sortida a la producció excedentària.

### La revolució verda i el final delseglexx
La història de l'agricultura ha donat un tomb en els anys més recents amb la introducció de la tecnologia a gran escala i en l'àmbit mundial. Al llarg del segle xx, s'ha generalitzat l'ús massiu dels agroquímics i, en els darrers anys, l'enginyeria genètica. En els països desenvolupats, el resultat d'aquesta evolució tecnològica ha estat una multiplicació dels rendiments i una reducció de la població ocupada en l'agricultura. Una sèrie de conseqüències agrícoles negatives són la contaminació de terres i aigües produïda per l'ús excessiu d'adobs. Pel que fa als països subdesenvolupats, continuen amb una majoria de la població dedicada a l'agricultura de subsistència, o a una agricultura de plantació molt problemàtica econòmicament, i no estan exempts tampoc de la contaminació del medi ambient.
Des de la dècada del 1970, han anat naixent diverses respostes a la nova situació de l'agricultura. Són tot un seguit d'estratègies (agricultura ecològica, producció integrada, etc.) que, en general, tenen com a finalitat la sostenibilitat. En canvi, els cultius per a biodièsel no són sostenibles.

### Segle XXI
La tecnologia de la mineria de dades començà a posar-se en marxa als Estats Units a la dècada del 2010. L'empresa Agrian desenvolupà la norma tècnica Open Modus Standard per a la recollida, mesura i presentació de dades en laboratoris agronòmics. Aquestes normes faciliten l'intercanvi de dades massives.